# Hendrikus Hubertus Janssen
Hendrikus Hubertus (Harry) Janssen (Swalmen, 7 september 1910 - Schijndel, 3 september 1982) was een Nederlands latinist, hoogleraar Latijn aan de Katholieke Universiteit Nijmegen van 1940-1962 en van 1963-1967. Van juni 1962 tot juli 1963 was hij staatssecretaris van Onderwijs.
Na zijn gymnasium opleiding aan het Bisschoppelijk College te Roermond ging Janssen in 1929 Klassieke Taal- en Letterkunde studeren in Nijmegen. Aansluitend werd hij leraar aan zijn oude school (van 1933-1938). Na zijn promotie in april 1938 bij de jezuïet A.L. Slijpen werd hij benoemd tot lector Griekse- en Latijnse taalkunde aan de universiteit van Nijmegen, en vervolgens in 1940 tot hoogleraar Latijn. Een van zijn studenten was de dichter/vertaler Frans van Dooren.
Janssen vervulde het laatste jaar van het kabinet-De Quay als KVP'er een vacature als staatssecretaris van Onderwijs. Hij verdedigde met Cals de ontwerp-Mammoetwet in de Eerste Kamer. Hij keerde na zijn aftreden terug naar de Nijmeegse universiteit.
In januari 1967 werd Janssen voorzitter van de Academische Raad en nam hij afscheid als hoogleraar. Begin januari 1975 legde hij - na twee ambtsperiodes te hebben vervuld - dit voorzitterschap neer. Janssen was sinds 29 april 1957 Ridder in de Orde van de Nederlandse Leeuw, en sinds 27 juli 1963 Commandeur in de Orde van Oranje-Nassau.

## Enkele publicaties
- 1938: Semantische opmerkingen over het oudchristelijk latijn. Openbare les gegeven op 3 oktober bij de aanvaarding het ambt van lector in de Griekse en Latijnse taalkunde.
- 1938: Kultur und Sprache. Zur Geschichte der alten Kirche im Spiegelder Sprachentwicklung von Tertullian bis Cyprian. (Proefschrift)
- 1941: De kenmerken der Romeinse dichtertaal. Inaugurele rede uitgesproken bij de aanvaarding van zijn hoogleraarschap te Nijmegen.
- 1949: Oscan and Umbrian Inscriptions with a Latin Translation.
- 1949: Gedachten over het lijden in de Klassieke Oudheid en Christendom. Rede uitgesproken bij de viering van de 26e dies natalis van de Universiteit Nijmegen.
- 1952: Historische grammatica van het Latijn. Deel 1. De klanken.
- 1956: Latijnse letterkunde. Naar genre geordende geschiedenis van de Latijnse literatuur.
- 1957: Historische grammatica van het Latijn. Deel 2. De vormen.

- Bibsys: 90070604
- Biografisch Portaal: 05777329
- Gemeinsame Normdatei: 172509637
- International Standard Name Identifier: 0000 0000 8166 1951
- Library of Congress Control Number: n84067133
- Nationale bibliotheek van Australië: 35854264
- Nationale Bibliotheek van Israël: 987007603873605171
- Nederlandse Thesaurus van Auteursnamen: 068878648
- Parlement.com: vg09llio1gvl
- Istituto Centrale per il Catalogo Unico: MILV049520
- Système universitaire de documentation: 102449449
- Virtual International Authority File: 123148389259810710145